# Exonucléophagie

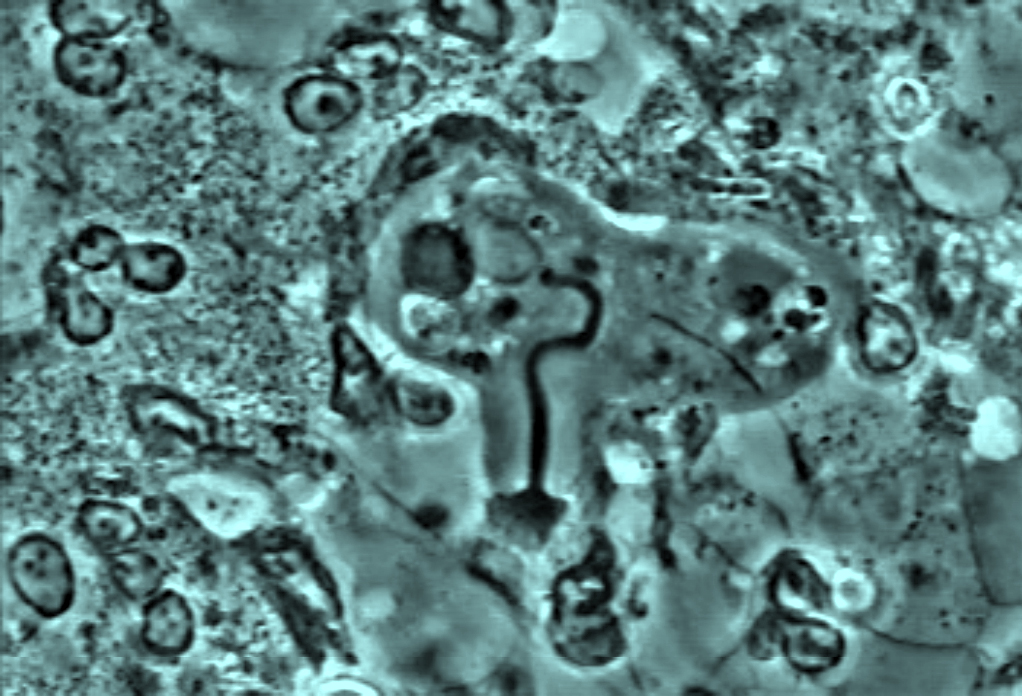
Début de phagocytose du noyau d'un globule blanc par l'amibe Entamoeba gingivalis dans un cas de parodontite chronique

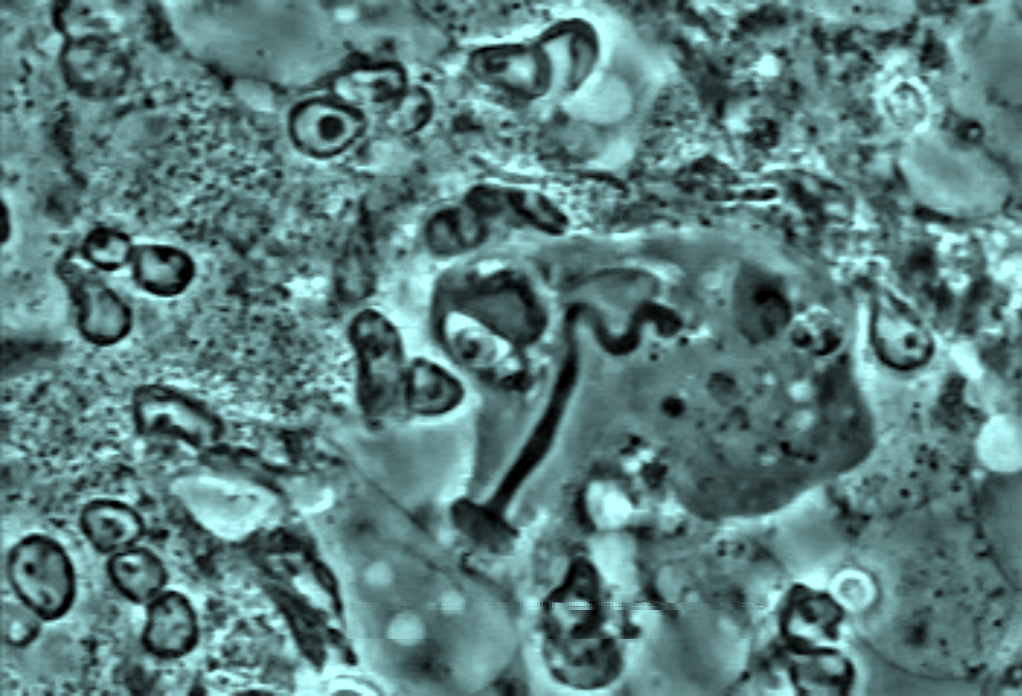
Avancement du processus de phagocytose. Le noyau s'enroule à l'intérieur de l'amibe

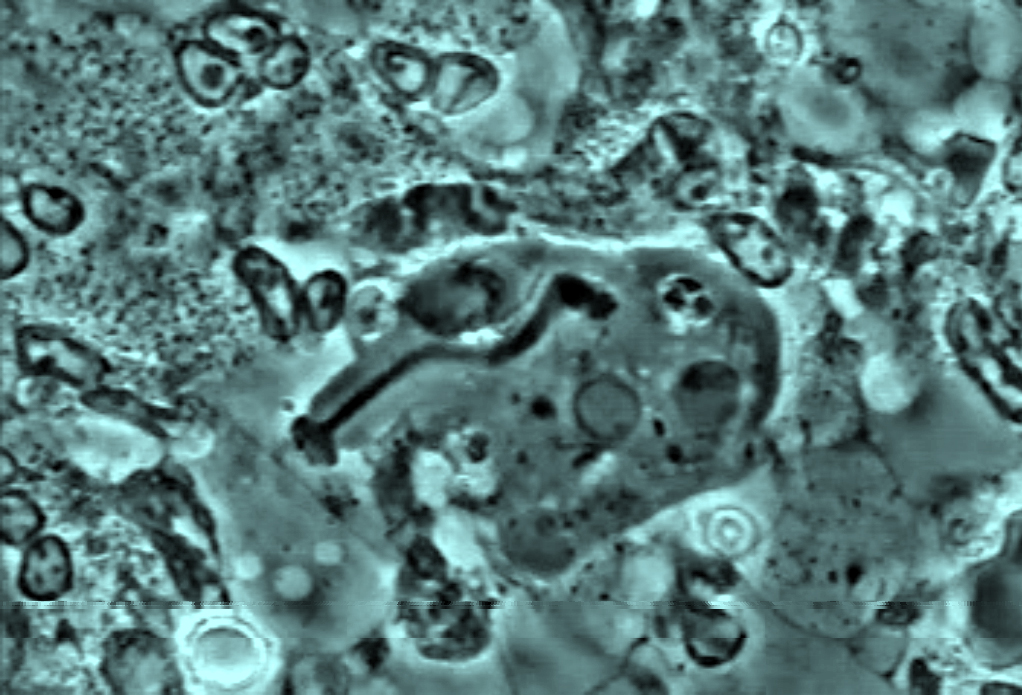
Progression du processus de phagocytose. Le globule blanc est évidé de son noyau.

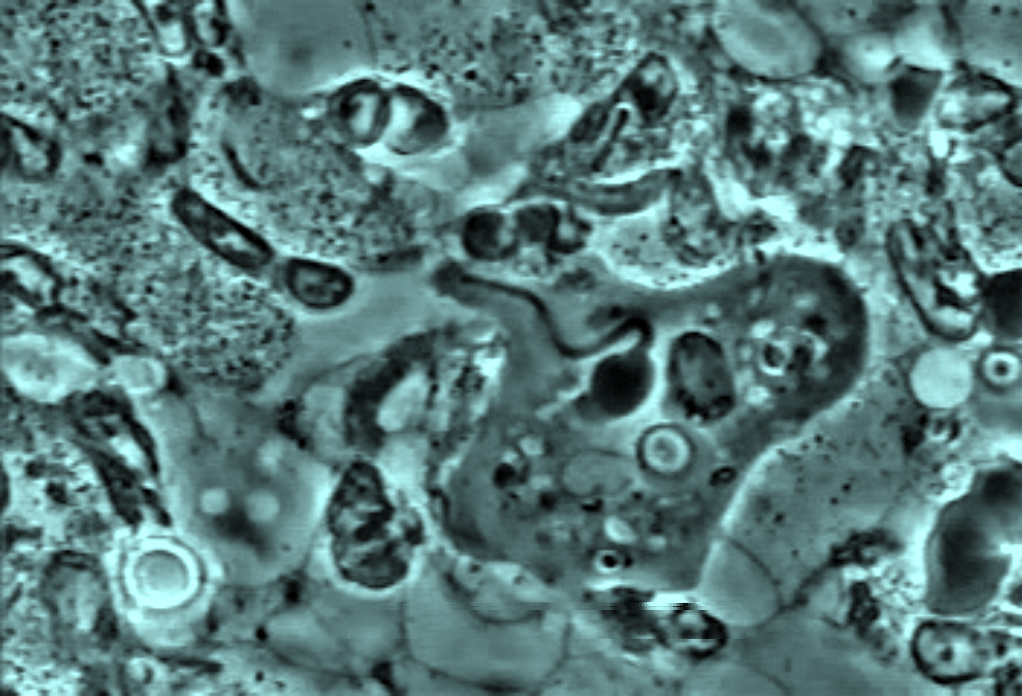
Complétion du processus de phagocytose. Le noyau a été complètement transféré dans l'amibe pour digestion.

 (août 2013).
Si vous disposez d'ouvrages ou d'articles de référence ou si vous connaissez des sites web de qualité traitant du thème abordé ici, merci de compléter l'article en donnant les références utiles à sa vérifiabilité et en les liant à la section « Notes et références ».
L'exonucléophagie consiste en l'absorption du noyau du polynucléaire neutrophile par l'amibe Entamoeba gingivalis lors des parodontites chroniques et agressives. Ce phénomène laisse en place des globules blancs énucléés hors contrôle dans le biofilm de la gencive infectée et serait à l'origine de destruction tissulaire.